# Fibbialla (Pescia)
Fibbialla è una frazione del comune di Pescia, in provincia di Pistoia, Toscana. È una delle località dette Dieci castella della Valleriana, soprannominata Svizzera Pesciatina.

## Monumenti e luoghi d'interesse
- Chiesa di San Michele